# Flavia Cacace
Flavia Cacace-Mistry (Napoli, 13 marzo 1980) è una ballerina italiana.
Vive in Regno Unito dall'età di quattro anni. Con il suo compagno di ballo, anch'egli italiano, Vincent Simone, ha conquistato diversi riconoscimenti a partire dai primi anni 2000. Dal 2005 è un volto televisivo del programma dedicato al ballo Strictly Come Dancing, in onda su BBC One.
Dal dicembre 2013 è sposata con l'attore Jimi Mistry.